# Горы дымят
«Горы дымят» (укр. Гори димлять) — советский украинский двухсерийный телефильм 1989 года. По мотивам одноимённой повести Ярослава Галана.

## Сюжет
30-е года XX века, граница Западной Украины и Румынии. В центре сюжета вольнодумец и защитник угнетённых Иван Семенюк, который женат на Маричке. Однажды он встречает Ольгу, жену польского коменданта, и влюбляется в неё. Они понимают, что не могут жить друг без друга и решают бежать, но Маричка выдаёт их мужу Ольги…

## В ролях
- Иван Гаврилюк — Иван Семенюк
- Ольга Битюкова — Ольга
- Александр Сердюк — Мартин Погодняк
- Наталья Сумская — Маричка
- Пётр Бенюк — Толстяк
- Юрий Дубровин — Палащук
- Тарас Денисенко — Юра
- Игорь Крикунов — цыган Дмитрий
- Лариса Белогурова — баронесса фон Штейнберг
- Игорь Дмитриев — барон фон Штейнберг
- Лев Дуров — адвокат Ахилеску
- Константин Степанков — Вавжак
- Валентин Макаров — Жолтанский
- Александр Иоселиани — Петреску
- Мераб Боцвадзе — Васкуль
- Л. Кречковский — отец Ольги
- В эпизодах: Игорь Стариков, Осип Найдук, Борис Романов, С. Оглу, Татьяна Митрушина, Юрий Мысенков, В. Арендаш, А. Полуденный, Давид Бабаев, Владислав Кудиевский, Елена Драныш, О. Свид, Владимир Алексеенко, Дмитрий Наливайчук, А. Мацак, Василий Шершун
- Группа каскадеров под руководством Александра Марчука

### Вокал
- Нина Матвиенко

### Съёмочная группа
- Автор сценария: Роман Фуртак
- Режиссёр-постановщик: Борис Небиеридзе
- Оператор-постановщик: Кирилл Ромицын
- Художник-постановщик: Олег Костюченко
- Композитор: Олег Кива
- Дирижёр: Владимир Кожухарь
- Режиссёр: И. Иващенко
- Операторы: Юрий Хорев, Юрий Гальченко
- Директор фильма: Александр Шехтер